# Ерёменки
Еременки — деревня в Свечинском муниципальном округе Кировской области России.

## География
Деревня находится в западной части региона, в подзоне южной тайги, в пределах Волжско-Ветлужской равнины, при железнодорожной линии Буй — Котельнич, к северо-западу от посёлка городского типа Свеча, административного центра района.
Климат
Климат характеризуется как континентальный, умеренно холодный. Среднегодовая температура — 1,5 °C. Абсолютный минимум температуры воздуха самого холодного месяца (января) составляет −45 °C; абсолютный максимум самого тёплого месяца (июля) — 37 °C. Годовое количество атмосферных осадков — 687 мм.

## Население
| 2010 |
| ---- |
| 193  |

Половой состав
По данным Всероссийской переписи населения 2010 года в гендерной структуре населения мужчины составляли 46,1 %, женщины — соответственно 53,9 %.
Национальный состав
Согласно результатам переписи 2002 года, в национальной структуре населения русские составляли 96 % из 110 чел.

## Инфраструктура
Личное подсобное хозяйство.
Основа экономики — обслуживание путевого хозяйства Северной железной дороги.

## Транспорт
Деревня доступна автомобильным и железнодорожным транспортом. В пешей доступности станция Свеча.